# Kim Song-ae
Dans ce nom, le nom de famille, Kim, précède le nom personnel coréen.
Kim Sŏng-ae (hangeul: 김성애), née le 29 décembre 1924 dans la province de Pyongan du Sud et décédée le 23 septembre 2014, est une femme politique nord-coréenne et la deuxième épouse du leader Kim Il-sung.

## Biographie
Secrétaire de profession, elle épouse Kim Il-sung en 1952, après la mort de sa première épouse, Kim Jong-suk. Elle a trois enfants en 1953, 1955 et 1957, puis commence à occuper des postes politiques. De 1965 à 1971, elle est vice-présidente du comité central de l'Union démocratique des femmes de Corée (UDFC), puis en occupe la présidence jusqu'en 1976. À partir de décembre 1972, elle siège à l'Assemblée populaire suprême, le Parlement de la Corée du Nord.
L'héritier désigné de Kim Il-sung, Kim Jong-il, la fait assigner à résidence en 1981. Elle est à nouveau nommée à la présidence de l'UDFC en 1993, puis disparaît en 1998. Selon un officier nord-coréen réfugié en Corée du Sud, elle aurait été déclarée malade mentale au début des années 1990. Selon une autre source, elle serait morte en 2011.